# Военно-морские силы Гватемалы
Военно-морские силы Гватемалы — один из видов вооружённых сил республики Гватемала.

## История
После начала гражданской войны в 1960 году военные расходы страны были увеличены, началось реформирование вооружённых сил и создание военно-морского флота. В 1962 году Гватемала совместно с другими государствами Центральной Америки вошла в Центральноамериканский совет обороны.
В 1968 году военно-морской флот состоял из 200 человек и пяти боевых кораблей.
11 февраля 1971 года Гватемала подписала договор о морском дне (однако до 1 апреля 1996 года этот договор не был ратифицирован).
В 1975 году ВМС состояли из одного малого противолодочного корабля и нескольких патрульных катеров.
В 1978 году ВМС насчитывали 400 человек, один десантный корабль и 11 малых сторожевых катеров; к 1 июля 1979 года численность личного состава ВМС была увеличена до 600 человек, к 1 июля 1982 года - до 900 человек.
После окончания гражданской войны в декабре 1996 года и демобилизации в 1997-1998 гг. военные расходы были уменьшены. В 2005 году военно-морские силы насчитывали свыше 30 патрульных катеров.
По состоянию на начало 2010 года в составе военно-морских сил было 897 человек, 10 патрульных катеров и 20 малых речных патрульных катеров.
В ноябре 2019 года Колумбия передала Гватемале танкодесантное судно BAL-C, которое в 2020 году было зачислено в состав гватемальского военно-морского флота под наименованием BL-1601 "Quetzal".

## Современное состояние

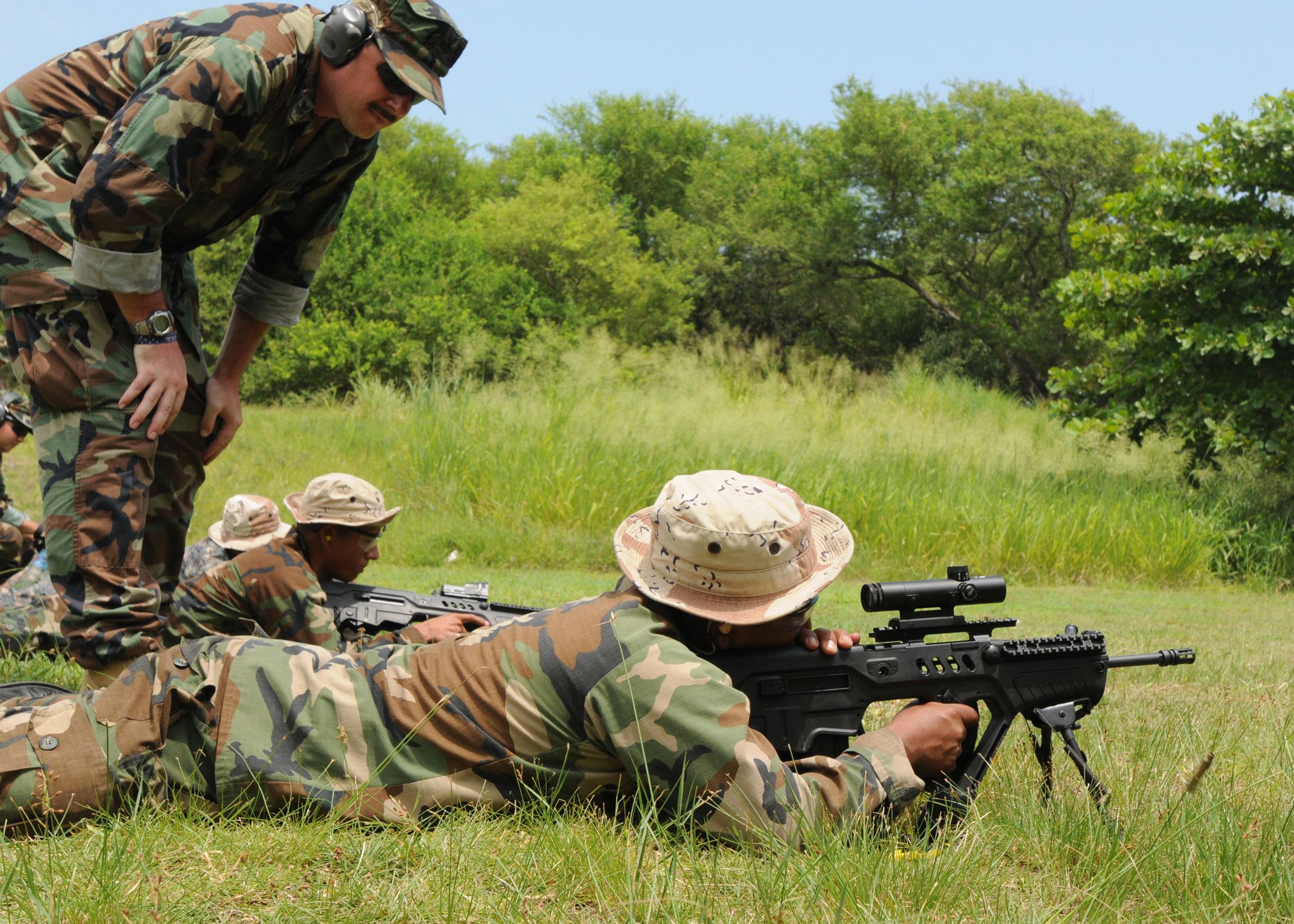
инструктор ВМФ США обучает военнослужащих спецподразделения ВМФ Гватемалы стрельбе из 5,56-мм автоматов "Tavor" (11 сентября 2009)

По состоянию на начало 2022 года общая численность военно-морских сил Гватемалы составляла 1,5 тыс. человек, на вооружении имелось 10 патрульных катеров, два пехотно-десантных катера, одно танкодесантное судно и три учебных парусных судна.